# Ambroise Lenoble
Ambroise Lenoble, ou Ambroise Le Noble est un peintre français, né à Fontainebleau vers 1594, et mort à Bourdeilles le 11 mars 1670.

## Biographie
Peu d'informations sont connues sur la vie d'Ambroise Lenoble. Il est redécouvert par Henri Stein en 1909 en étudiant un armorial des chevaliers, commandeurs et officiers de l'ordre du Saint-Esprit dans le fonds des manuscrits français de la Bibliothèque nationale dans lequel il est écrit : « Faict par Ambroise Le Noble, peintre de Fontainebleau, apprésent à Bourdeill an périgort et au servisse de Messieurs de Bourdeille. En 1644 ; âgé de 50 ans ». 
Henri Stein s'adresse à la Société historique et archéologique du Périgord pour faire des recherches. Après des recherches dans les Archives départementales de la Dordogne, Albert Dujarric-Descombes (1848-1926), membre fondateur de la Société, publie en 1921 l'article « Un peintre de Fontainebleau en Périgord au XVIIe siècle ».
On ne possède aucun document sur Ambroise Lenoble avant son arrivée à Bourdeilles, en 1636. Il se qualifie de maître peintre et de peintre de Fontainebleau. Il est donc probable qu'il a été formé au château de Fontainebleau. Son style maniériste flamand rappelle celui de la seconde école de Fontainebleau. La décoration du lambris bas de la salle d'apparat montre une influence flamande.
L'armorial permet de savoir qu'il a réalisé l'armorial pour les seigneurs de Bourdeilles. Henri de Bourdeille (vers 1570/1572-1641), baron et marquis de Bourdeilles et ses fils François-Sicaire (vers 1605-1672) et Claude (1606-1663), comte de Montrésor. L'armorial a été commandé par Claude de Bourdeille, comte de Montrésor, un favori de Gaston d'Orléans et participe à ses révoltes contre Richelieu. L'échec du complot de 1636 pour assassiner Richelieu au camp d'Amiens ayant pour chef Louis de Bourbon-Soissons et dans lequel est compromis Gaston d'Orléans l'a contraint à s'exiler dans ses terres puis chez son père, en Périgord. Cette date d'exil correspond à l'arrivée d'Ambroise Lenoble à Bourdeilles.
Un acte notarial du 22 juin 1650 est une procuration du peintre au maître d'hôtel de Claude de Bourdeille pour régler la succession de ses parents après leur décès à Fontainebleau. Cette succession lui donne des moyens financiers et il devient un bourgeois de Bourdeilles. Son père devait être un artiste car Ambroise Lenoble demande qu'on lui rapport « tous les dessins de son père ».
Il s'est marié à Bourdeilles avec Gabrielle Grille, fille d'un maître orfèvre de Périgueux et veuve depuis décembre 1635 d'un maître apothicaire de Bourdeilles, par un contrat de mariage signé le 18 février 1637. Elle est morte le 9 avril 1671 à 87 ans.

## Décoration du château Renaissance de Bourdeilles
| Château Renaissance de Bourdeilles-Salle de réception |
| Château Renaissance de Bourdeilles.                   |

| Tableau représentant Flore. |
| Tableau représentant Flore. |

| Château Renaissance de Bourdeilles - Tableau représentant Pomone. |
| Tableau représentant Pomone.                                      |

| Château Renaissance de Bourdeilles - Peinture murale La Renommée. |
| Peinture murale La Renommée.                                      |

Ambroise Lenoble est intervenu dans la décoration peinte du château Renaissance de Bourdeilles construit par Jacquette de Montbron (1542-1598), en particulier la grande salle d'honneur ou « chambre dorée » du premier étage qui possède un plafond à la française. Les deux cheminées de la salle sont décorées de tableaux réalisés par Ambroise Lenoble, mais non signé, restaurés en 2008, et représentant Flore, à l'est, et Pomone, à l'ouest. Le linteau des cheminées portent les initiales H et M entrecroisée, correspondant à Henri de Bourdeille et à sa femme, Madeleine de La Châtre, ce qui permet d'admettre que ce décor est réalisé au plus tard en 1641. Ces initiales sont surmontées d'un e couronne de comte alors qu'Henri de Bourdeille a été fait marquis par Henri IV en 1609. Alice Bonnet émet l'hypothèse que cette partie de la décoration a été peinte avant cette date par un autre peintre qu'Ambroise Lenoble.
Dans cette salle, sur les murs, entre les fenêtres, face à la porte d'entrée, il a peint en trompe-l'œil et en camaïeu imitant des statues en or, La Renommée et La Gloire. Peinture de 2,50 m de haut et 1 m de large. Des devises en grec sont peintes en partie supérieure, traduites par Jean Secret :
- pour La Renommée : « Les lauriers des héros dépassent leurs frontières »,
- pour La Gloire : « Pour les gens d'aujourd'hui et pour ceux de demain ».

En partie inférieure se trouvent des phylactères avec des textes écrits en latin, traduits :
- pour La Renommée : « Jusqu'au delà des deux pôles »,
- pour La Gloire : « Où qu'ils soufflent, les vents sont favorables ».

Albert Dujarric-Descombes a rapproché La Renommée de la renommée sculptée pour le mausolée élevé dans la chapelle funéraire de l'église Saint-Blaise à Cadillac en l'honneur du duc d'Épernon, Jean-Louis de Nogaret de La Valette et de la duchesse Marguerite de Foix-Candale qu'il attribue à Guillaume Berthelot, en fait Pierre Biard l'Aîné,.
Jules de Verneilh décrit le lambris bas : « une boiserie de petits panneaux compliqués règne le long des murs, jusqu'à une hauteur de 1 mètre, 33 centimètres environ. Sur ces panneaux on distingue, encadrés de rinceaux, finement touchés, une série de paysages, de villes et de châteaux, parmi lesquels on reconnaît des fiefs appartenant à la maison de Bourdeille, mais qui sont en général de pure fantaisie ».
Au rez-de-chaussée se trouvent la salle à manger avec des boiseries peintes mais très abimées et une chambre dont l'alcôve est peinte avec des bouquets de fleurs et des médaillons, surmontés de couronnes de marquis et de baron.
Le grand salon et cette alcôve sont les deux œuvres principales peintes par Ambroise Lenoble au château Renaissance de Bourdeilles.

## Publication
- Recueil des noms, surnoms, qualitez, armes et blasons des princes, seigneurs et gentilz-hommes, chevaliers, commandeurs et officiers de l'ordre et milice du Sainct Esprit, depuis la première creation faite par Henry III, roy de France et de Pologne, chef souverin grand maistre et instituteur dudict ordre, le dernier decembre 1578, jusqu'à la dernière promotion de 1633, 1644 (lire en ligne) (Manuscrit Français 5864-5865)